# Феодориди, Алиса Константиновна
Али́са Константи́новна Феодори́ди (род. 22 октября 1938, Москва) — советский и российский редактор сценариев к мультфильмам. Была главным и единственным редактором студии «Мульттелефильм» Творческого объединения «Экран».

## Биография[1]
Алиса Феодориди родилась 22 октября 1938 в Москве.
Получила образование в медицинском училище №13 в 1955 году. Окончила  Московский институт культуры. 
По образованию, Алиса Феодориди начала свою карьеру в поликлинике при Московском Химико-Технологическом Институте им. Д. И. Менделеева и проработала там 12 лет, с 1955 по 1967.  Работала в службе Генеральной дирекции ЦТ с 1968 по 1970. 
В 1970 Алиса Константиновна устроилась редактором на Творческом объединении «Экран», а в 1972 стала главным редактором студии «Мульттелефильм» ТО «Экран». 
Работала с режиссёрами Анатолием Солиным, Лидией Суриковой, Аидой Зябликовой, Марией Муат, Александром Татарским, Майей Бузиновой, Иосифом Доукшей и другими. Участвовала в создании более 200 мультфильмов. 
В 1990-е была редактором детских телепрограмм «Мешанина», «Мультитроллия», «Наше кино» и других.

## Фильмография
1. 1972—1974 — Приключения Мюнхгаузена (1-4 серии)
2. 1974 — Алёнушка и солдат
3. 1975—1976 — Дядя Фёдор, пёс и кот
4. 1975 — Басни Михалкова
5. 1975 — Картина. Ехал Ваня
6. 1976 — Осьминожки
7. 1977 — Тебе — атакующий класс!
8. 1978 — Сказка о потерянном времени
9. 1979 — Дядюшка Ау в городе
10. 1979 — Большой секрет для маленькой компании
11. 1979 — Очень синяя борода
12. 1979 — Дядюшка Ау
13. 1980 — Солдатская сказка
14. 1980 — Свинопас
15. 1981 — Шиворот-навыворот
16. 1982 — Чертёнок №13
17. 1982 — Маленький Рыжик
18. 1983 — Гори, гори ясно
19. 1983 — Космические пришельцы 2
20. 1983 — Обратная сторона луны
21. 1983 — Падал прошлогодний снег
22. 1983 — Следствие ведут Колобки
23. 1983 — Малиновка и медведь
24. 1984 — Три медведя
25. 1984 — А в этой сказке было так...
26. 1984 — Бюро находок. Фильм четвёртый
27. 1984 — Кто сильней?
28. 1984 — Дом для Кузьки
29. 1984 — Плюх и Плих
30. 1984 — Синичкин календарь. Лето
31. 1985 — Пекка
32. 1985 — Голубая стрела
33. 1985 — Зачем верблюду апельсин?
34. 1985 — Крылья, ноги и хвосты
35. 1985 — Приключения домовёнка
36. 1986 — Нехочуха
37. 1986 — Новоселье у Братца Кролика
38. 1986 — Тайна игрушек
39. 1986—1987 — Следствие ведут Колобки
40. 1986 — Сказка для Наташи
41. 1986 — Дореми
42. 1987 — Ах, принцесса!
43. 1987 — Белая цапля
44. 1987 — Ленивое платье
45. 1987 — Лёгкий хлеб
46. 1987 — Возвращение домовёнка
47. 1988 — Расскажите сказку, доктор 2
48. 1988 — Домовой и хозяйка
49. 1989 — Большой Ух
50. 1989 — Здесь могут водится тигры
51. 1989 — Сказка о старом эхо
52. 1990 — Этого не может быть
53. 1990 — Пугало
54. 1990 — Курица
55. 1990 — Земляничный дождик
56. 1990 — Карманник
57. 1991 — После того, как…
58. 1991 — Соловей
59. 1991 — Мотылёк
60. 1991 — В стране Бобберов. Гомункулус
61. 1992 — Лягушка Пипа
62. 1992 — Эй, на том берегу!
63. 1993 — Капитан Пронин в Космосе
64. 1993 — Пипа и бык
65. 1993 — Соната
66. 1993 — В стране Бобберов. Обед с господином Грызли
67. 1994 — Капитан Пронин в опере